# Xã Sauble, Michigan
Xã Sauble (tiếng Anh: Sauble Township) là một xã thuộc quận Lake, tiểu bang Michigan, Hoa Kỳ. Năm 2010, dân số của xã này là 333 người.